# Three Dollar Bill, Y'all
| 전문가 평가                       | 전문가 평가 |
| 평가 점수                         | 평가 점수   |
| 출처                              | 점수        |
| --------------------------------- | ----------- |
| AllMusic                          | [ 3 ]       |
| Christgau's Consumer Guide        | [ 4 ]       |
| The Encyclopedia of Popular Music | [ 5 ]       |
| The Essential Rock Discography    | 7/10        |
| The Rolling Stone Album Guide     | [ 7 ]       |
| Tom Hull – on the Web             | B+          |

《Three Dollar Bill, Y'all》은 미국의 누 메탈 밴드 림프 비즈킷의 데뷔 스튜디오 음반으로, 1997년 7월 1일, 플립과 인터스코프 레코드를 통해 발매되었다. 이 음반은 힙합과 헤비 메탈의 영향을 받은 싱글 〈Counterfeit〉과 1987년 조지 마이클의 동명 곡을 커버한 〈Faith〉로 밴드의 트레이드마크인 사운드를 확립했다. 림프 비즈킷의 곡 재배치에는 DJ 리설의 턴테이블리즘과 웨스 볼랜드의 더 무거운 기타 연주가 포함되었다.
《Three Dollar Bill, Y'all》은 로스 로빈슨에 의해 제작되었다. 로스 로빈슨은 콘의 베이시스트 레지널드 아르비주를 통해 밴드를 소개받았고, 그는 로빈슨을 설득하여 림프 비즈킷의 데모를 들었다. 로빈슨은 밴드의 동기 부여와 사운드에 깊은 인상을 받았고, 밴드와 함께 작업하기로 동의했다. 음반은 의도적으로 거칠고 화난 사운드를 보여주었으며, 밴드는 팬층을 끌어들일 것이라고 생각했다.

## 배경
웨스 볼랜드는 프레드 더스트와의 불화로 인해 할리우드 드래곤플라이에서 콘의 성공적인 공연 개막을 앞두고 림프 비즈킷을 떠났다. 곧이어 림프 비즈킷은 MCA 레코드의 자회사인 모조와 계약을 맺었다. 첫 음반을 녹음하기 위해 캘리포니아주로 향하던 중 밴드의 밴이 텍사스주를 주행하던 중 큰 충돌 사고를 당했다. 사망 직전의 경험으로 인해 더스트는 볼랜드와 보상을 하기로 결정했다. 모조와의 분쟁 후, 림프 비즈킷은 인터스코프 레코드의 자회사인 플립과 계약을 맺었다.
밴드 콘의 레지널드 아르비주는 로스 로빈슨을 설득하여 밴드의 데모를 들어보라고 했다. 이 데모는 〈Pollution〉, 〈Counterfeit〉, 〈Stalmate〉라는 곡으로 구성되어 있었다. 로빈슨은 마침내 로빈슨의 여자친구로부터 칭찬을 받은 후 테이프를 들었다. 로빈슨은 밴드의 동기와 사운드에 깊은 인상을 받아 인디고 랜치에서 데뷔 음반을 제작했다. 《Three Dollar Bill, Y'all》의 녹음 중에 밴드는 〈I'm Broke〉의 초기 버전을 녹음했지만, 이 곡이 음반에 맞지 않는 것으로 판단되었다. 이후 1999년에 발매된 두 번째 스튜디오 음반 《Significant Other》를 위해 재작업되어 녹음되었다.
잠재적인 청취자들을 물리칠 수 있는 타이틀을 사용하는 밴드의 정책을 계속 이어가면서, 밴드는 "3달러 지폐로서의 퀴어"라는 문구의 일부를 사용하고 마지막에 "Y'alls"라는 단어를 추가하여 플로리다주 속어를 타이틀에 포함시켰고, 그 결과 음반에 《Three Dollar Bill, Y'all$》이라는 이름을 붙였다.

## 곡 목록
모든 곡들은 특별한 언급이 없는 한 림프 비즈킷에 의해 작사/작곡하였다.
| #   | 제목                | 작사·작곡   | 재생 시간 |
| --- | ------------------- | ----------- | --------- |
| 1.  | 〈Intro〉           |             | 0:48      |
| 2.  | 〈Pollution〉       |             | 3:52      |
| 3.  | 〈Counterfeit〉     |             | 5:07      |
| 4.  | 〈Stuck〉           |             | 5:24      |
| 5.  | 〈Nobody Loves Me〉 |             | 4:27      |
| 6.  | 〈Sour〉            |             | 3:32      |
| 7.  | 〈Stalemate〉       |             | 6:14      |
| 8.  | 〈Clunk〉           |             | 4:03      |
| 9.  | 〈Faith〉           | 조지 마이클 | 3:52      |
| 10. | 〈Stink Finger〉    |             | 3:03      |
| 11. | 〈Indigo Flow〉     |             | 2:23      |
| 12. | 〈Leech〉           |             | 2:11      |
| 13. | 〈Everything〉      |             | 16:27     |

## 인증
| 국가                       | 인증        | 판매량/출하량 |
| -------------------------- | ----------- | ------------- |
| 오스트레일리아 (ARIA)      | 골드        | 35,000^       |
| 캐나다 (뮤직 캐나다)       | 플래티넘    | 100,000^      |
| 영국 (BPI)                 | 골드        | 100,000^      |
| 미국 (RIAA)                | 2× 플래티넘 | 2,000,000^    |
| ^출하량을 기반으로 한 인증 |             |               |